# Рыжая мягкотелка
Многокоготник зонтичный, или рыжая мягкотелка (лат. Rhagonycha fulva), — вид жуков-мягкотелок.

## Описание
Длина тела взрослых насекомых (имаго) 7—10 мм. Тело полностью желто-рыжее. Усики (кроме основных члеников) и вершины надкрылий чёрные.

## Распространение
Вид встречается по всей Европе, в Азербайджане, Грузии, Иране, Ближнем Востоке, Туркменистане и Северной Африке

## Синонимы
В синонимику вида входят следующие биномены:
- Cantharis fulva Scopoli, 1763
- Telephorus bimaculata DeGeer, 1774
- Rhagonycha cailloli Chobaut, 1914
- Rhagonycha curtithorax Pic, 1920
- Rhagonycha delahoni Schilsky, 1908
- Rhagonycha inapicalis Fiori, 1914
- Cicindela maculata Fourcroy, 1785
- Telephorus melanura Olivier, 1790
- Rhagonycha terminalis Redtenbacher, 1849
- Telephorus usta Gemminger, 1870